# فضيحة ويندرش
كانت فضيحة ويندرش فضيحة سياسية بريطانية عام 2018 تتعلق بأشخاص احتُجزوا خطأً، وحُرموا من الحقوق القانونية، وهُددوا بالترحيل، وفي 83 حالة على الأقل    ترحيلهم خطأً من المملكة المتحدة من قبل وزارة الداخلية. وُلد العديد من هؤلاء المتأثرين رعايا بريطانيين ووصلوا إلى المملكة المتحدة قبل عام 1973، وخاصة من دول الكاريبي، كأعضاء في «جيل ويندراش»  (سميت بهذا الاسم نسبة إلى إمباير ويندراش ، السفينة التي جلبت واحدة من أولى السفن مجموعات المهاجرين من غرب الهند إلى المملكة المتحدة في عام 1948).
بالإضافة إلى من تم ترحيلهم، تم اعتقال عدد غير معروف، وفقد وظائفهم أو منازلهم، ومصادرة جوازات سفرهم، أو حرمانهم من المزايا أو الرعاية الطبية التي يستحقونها.  تم رفض عودة عدد من المقيمين في المملكة المتحدة لفترات طويلة إلى المملكة المتحدة؛ وتعرض عدد أكبر للتهديد بالترحيل الفوري من قبل وزارة الداخلية. ربط المعلقون بـ «سياسة البيئة المعادية» التي وضعتها تيريزا ماي خلال فترة عملها كوزيرة للداخلية،    أدت الفضيحة إلى استقالة آمبر رود من منصب وزير الداخلية في أبريل 2018 وتعيين ساجد جافيد خلفا لها. أثارت الفضيحة أيضًا نقاشًا أوسع حول سياسة الهجرة البريطانية وممارسات وزارة الداخلية.
خلصت مراجعة الدروس المستفادة من برنامج ويندرش في مارس 2020   التي أجراها مفتش الشرطة إلى أن وزارة الداخلية أظهرت «الجهل وعدم التفكير» وأن ما حدث كان «متوقعًا ويمكن تجنبه». ووجدت كذلك أنه تم تشديد لوائح الهجرة «مع تجاهل كامل لجيل ويندرش» وأن المسؤولين قدموا مطالب «غير عقلانية» لوثائق متعددة لإثبات حقوق الإقامة.

## خلفية

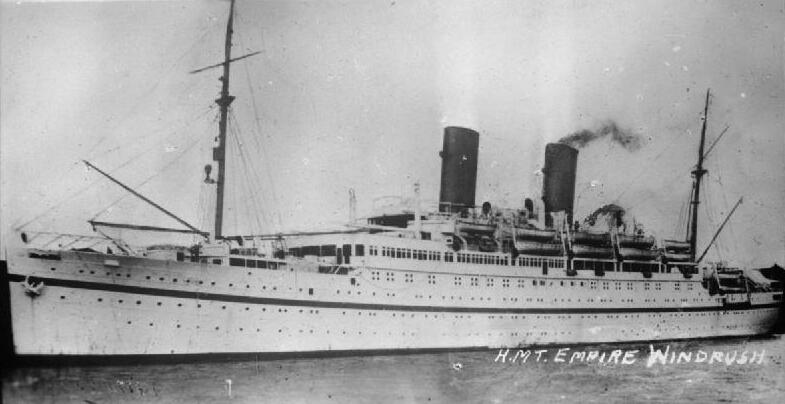
سفينة ويندرش الذي تم تسمية جيل ويندرش من بعده.

منح قانون الجنسية البريطاني لعام 1948 حالة المواطن البريطاني والمستعمرات وحق الاستيطان في المملكة المتحدة لكل من كان في ذلك الوقت رعايا بريطانيا بحكم ولادته في مستعمرة بريطانية. أدى الفعل والتشجيع من حملات الحكومة البريطانية في دول الكاريبي إلى موجة من الهجرة. بين عامي 1948 و 1970، انتقل ما يقرب من نصف مليون شخص من منطقة البحر الكاريبي إلى بريطانيا، التي واجهت عام 1948 نقصًا حادًا في العمالة في أعقاب الحرب العالمية الثانية. أولئك الذين قدموا إلى المملكة المتحدة في هذا الوقت تمت الإشارة إليهم لاحقًا باسم «جيل ويندرش».  سافر البالغون في سن العمل والعديد من الأطفال من منطقة البحر الكاريبي للانضمام إلى آبائهم أو أجدادهم في المملكة المتحدة أو سافروا مع والديهم بدون جوازات سفر خاصة بهم.
ولأنهم يمتلكون حقًا قانونيًا في القدوم إلى المملكة المتحدة، لم يكونوا بحاجة إلى أي وثائق ولم يتم إعطاؤهم أي وثائق عند الدخول إلى المملكة المتحدة، ولا بعد التغييرات في قوانين الهجرة في أوائل السبعينيات. عمل العديد أو التحقوا بمدارس في المملكة المتحدة دون أي سجل وثائقي رسمي لفعلهم ذلك، بخلاف نفس السجلات مثل أي مواطن مولود في المملكة المتحدة.
أصبحت العديد من البلدان التي جاء منها المهاجرون مستقلة عن المملكة المتحدة بعد عام 1948، وأصبح الأشخاص الذين يعيشون في المملكة المتحدة قانونيًا مواطنين في البلدان التي يقيمون فيها. حدت الإجراءات التشريعية في الستينيات وأوائل السبعينيات من حقوق مواطني هذه المستعمرات السابقة، وهم الآن أعضاء في الكومنولث، في القدوم إلى المملكة المتحدة أو العمل فيها. يُمنح أي شخص وصل إلى المملكة المتحدة من إحدى دول الكومنولث قبل عام 1973 حقًا تلقائيًا في البقاء بشكل دائم، إلا إذا غادر المملكة المتحدة لأكثر من عامين.   نظرًا لأن الحق كان تلقائيًا، لم يتم إعطاء أو طلب تقديم أدلة وثائقية للعديد من الأشخاص في هذه الفئة على حقهم في البقاء في ذلك الوقت أو خلال الأربعين عامًا التالية، والتي استمر خلالها العديد من الأشخاص في العيش والعمل في المملكة المتحدة، يعتقدون أنهم بريطانيون.  
قانون الهجرة واللجوء لعام 1999 يحمي على وجه التحديد المقيمين منذ فترة طويلة في المملكة المتحدة من دول الكومنولث من الترحيل القسري. لم يتم نقل هذا البند إلى قانون الهجرة لعام 2014 لأن مواطني الكومنولث الذين كانوا يعيشون في المملكة المتحدة قبل 1 يناير 1973 كانوا «يتمتعون بالحماية الكافية من الترحيل»، وفقًا لمتحدث باسم وزارة الداخلية. 

## إنصاف الضحايا
اعتذر أمبر رود، الذي كان لا يزال وزيرًا للداخلية، عن المعاملة «المروعة» لجيل ويندراش. في 23 أبريل 2018، أعلن رود أنه سيتم منح تعويضات للمتضررين وسيتم التنازل عن الرسوم واختبارات اللغة للمتقدمين للحصول على الجنسية لهذه المجموعة في المستقبل. كما اعتذرت تيريزا ماي عن «القلق الذي أحدثه» في اجتماع مع اثني عشر من زعماء الكاريبي، رغم أنها لم تكن قادرة على إخبارهم «بشكل قاطع» ما إذا كان قد تم ترحيل أي شخص بالخطأ. كما وعدت ماي بأن المتضررين لن يحتاجوا بعد الآن إلى الاعتماد على تقديم وثائق رسمية لإثبات تاريخ إقامتهم في المملكة المتحدة، ولن يتحملوا تكاليف الحصول على الأوراق اللازمة.

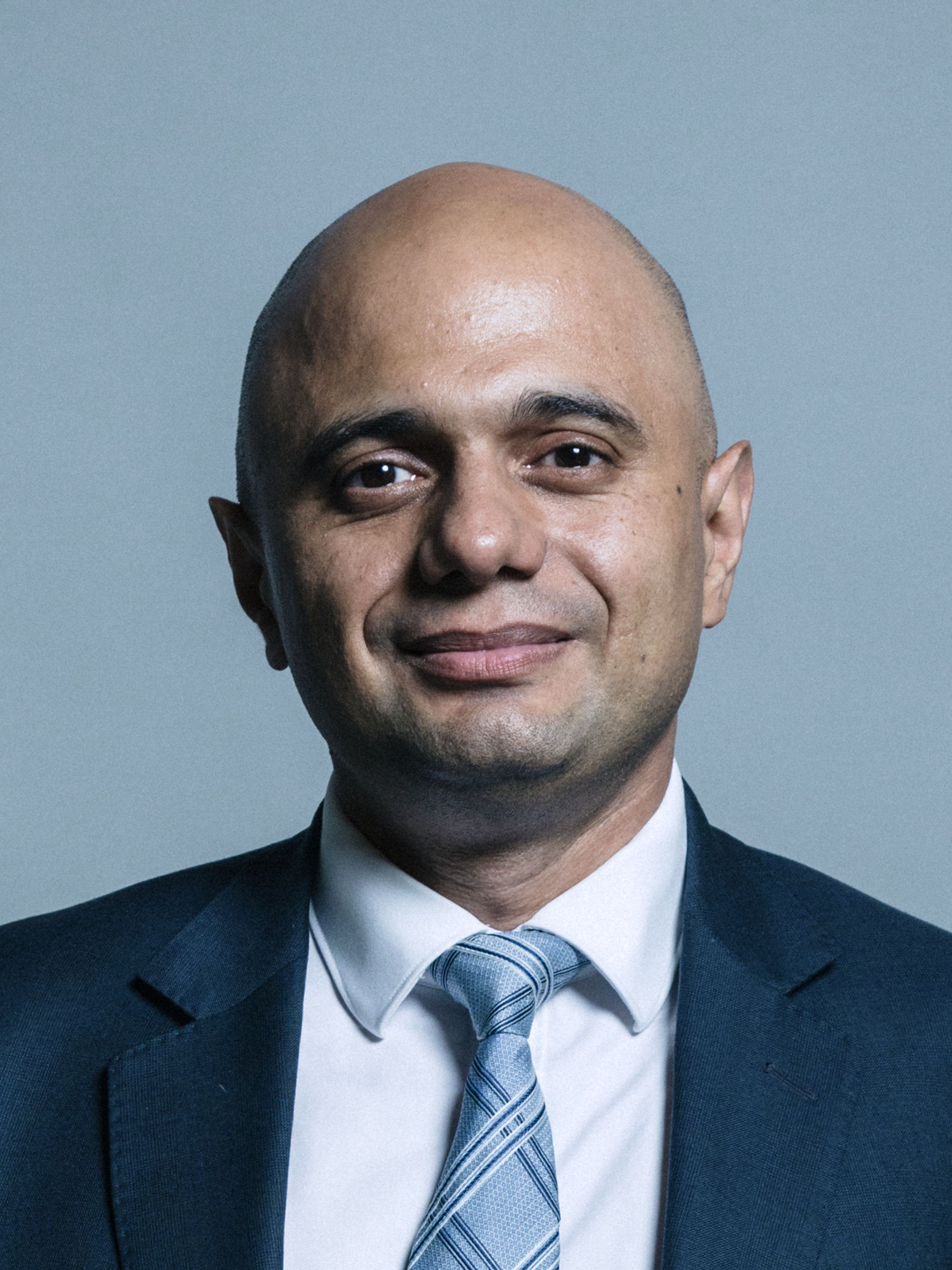
ساجد جافيد

في 24 مايو، حدد ساجد جافيد، وزير الداخلية الجديد، سلسلة من الإجراءات لمعالجة طلبات الجنسية للأشخاص المتضررين من الفضيحة. تضمنت الإجراءات طلبات الجنسية المجانية للأطفال الذين التحقوا بوالديهم في المملكة المتحدة عندما كان عمرهم أقل من 18 عامًا وللأطفال المولودين في المملكة المتحدة لأبوين من ويندرش، وتأكيدًا مجانيًا لحق البقاء لمن يحق لهم ذلك ولكنهم خارج المملكة المتحدة حاليًا، لمتطلبات حسن الخلق العادي. وانتقد النواب الإجراءات، لأنها لم توفر حق الاستئناف أو مراجعة القرارات. وقالت إيفيت كوبر، رئيسة لجنة الشؤون الداخلية بمجلس العموم، «بالنظر إلى تاريخ هذا، كيف يمكن لأي شخص أن يثق بوزارة الداخلية بعدم ارتكاب المزيد من الأخطاء؟ إذا كان وزير الداخلية واثقًا من أن كبار مسؤولي القضايا سيتخذون قرارات جيدة في قضايا ويندرش، فلا داعي للخوف من الاستئنافات والمراجعات». وقال جافيد أيضًا إن فريق وزارة الداخلية حدد 500 حالة محتملة حتى الآن.
في الأسابيع اللاحقة، وعد جافيد أيضًا بتقديم أرقام عن عدد الأشخاص الذين تم اعتقالهم خطأً وأشار إلى أنه لا يؤمن بالأهداف المحددة لعمليات الإزالة.
في 21 مايو 2018، تم الإبلاغ عن أن العديد من ضحايا ويندرشكانوا لا يزالون معدمين، ينامون في العراء أو على أرائك الأصدقاء والأقارب أثناء انتظار إجراءات وزارة الداخلية. لا يستطيع الكثيرون تحمل تكاليف السفر لمواعيد وزارة الداخلية إذا حصلوا عليها. ووصف النائب دافيد لامي ذلك بأنه «فشل آخر في سلسلة من الإخفاقات المدقعة، حيث يُترك مواطنو ويندراش بلا مأوى وجوعى في الشوارع».  في أواخر مايو وأوائل يونيو، كانت هناك دعوات من أعضاء البرلمان لإنشاء صندوق لمواجهة المعاناة لتلبية الاحتياجات العاجلة.  بحلول أواخر يونيو / حزيران، ورد أن مهلة الحكومة المحددة بأسبوعين لحل القضايا قد انتهكت مرارًا وتكرارًا، وأن العديد من القضايا الأكثر خطورة لم يتم التعامل معها بعد. وقال المفوض السامي الجامايكي سيث جورج راموكان: «كانت هناك جهود لتصحيح الوضع الآن بعد أن أصبح منفتحًا للغاية وعلنيًا».
في أغسطس 2018، لم يتم تنفيذ خطة التعويضات. ومن الأمثلة التي تم الاستشهاد بها، رجل لا يزال بلا مأوى أثناء انتظار قرار؛ شارون، الممرضة السابقة في NHS ، التي أخبرت أخصائي الحالة، «لا يُسمح لي بالعمل، وليس لدي أي مزايا. لدي طفل يبلغ من العمر 12 عاما». أجاب أخصائي الحالة، «حسنًا، أخشى أن هذه هي قواعد الهجرة... ولكن من الواضح أن وجهة نظر وزارة الداخلية [هي] إذا لم يكن لديك وضع قانوني في المملكة المتحدة، فلا يحق لك العمل أو دراسة.» صرح ساتبير سينغ من المجلس المشترك لرعاية المهاجرين، «إنه لأمر مروّع أن وزارة الداخلية طلبت فعليًا من شارون الذهاب والتسول للحصول على الطعام، عندما تكون هناك قوانين تطالب الدولة بالتصرف لصالح الأطفال، وتقديم الدعم المالي. للأطفال الذين يعانون من الفقر المدقع». وفي أغسطس 2018 أيضًا، قال أخصائي الحالة لدى ديفيد لامي: «لقد أحيلنا 25 عنصرًا إلى فريق عمل ويندرش بشكل إجمالي. تم منح الجنسية لثلاثة أشخاص فقط حتى الآن، بينما بقي الآخرون في مأزق غريب... لا يزال لدينا بعض الأشخاص الذين لم يحصلوا حتى على تصاريح إقامة بيومترية وقد أبلغنا وزارة الداخلية بهؤلاء الأشخاص منذ أشهر».